# Constantijn IV van Armenië
Constantijn IV (Armeens: Կոստանդին Բ, Gosdantin IV) (- gestorven 17 april 1344), eigenlijke naam Guy/Guido/Gwijde van Lusignan maar niet te verwarren met de eerste koning van Cyprus, Guy van Lusignan), was de eerste koning uit de Lusignan-dynastie van Armeens Cilicië van 1342 tot 1344.
Hij was een zoon van Isabella, (een dochter van Leo III van Armenië), en Amalrik van Tyrus, (een zoon van Hugo III van Cyprus). Tussen 1328 en 1341 was hij gouverneur van Serres. Toen zijn neef Leo V van Armenië, de laatste monarch der Hethumiden in Cicilië, werd vermoord door opstandige baronnen, werd de kroon aangeboden aan zijn jongere broer Jean. Deze drong er bij Guy op aan om de kroon te accepteren. Guy was echter voorzichtig omdat zijn moeder en twee van zijn broers waren vermoord door de Armeense regent Oshin van Korykos, maar nam dan toch de kroon op zich en veranderde zijn naam in Constantijn. Guy werd vermoord in een Armeense opstand op 17 april, 1344 en werd opgevolgd door zijn verre neef Constantijn V van Armenië. 
Constantijn IV huwde, eerst in 1318 in Constantinopel met een vrouw uit het geslacht Kantakouzene, maar dit huwelijk bleef kinderloos. Een tweede keer huwde hij in 1330/1332 met Theodora Syrgiannaina (overleden 1347/1349). Uit dit huwelijk kwamen twee dochters voort, waaronder Isabella, vrouwe van Aradippou, die huwde met Manuel Kantakouzenos, despoot van Morea.